# 1000er
Portal Geschichte | Portal Biografien | Aktuelle Ereignisse | Jahreskalender | Tagesartikel

◄ |
10. Jh. |
11. Jahrhundert
| 12. Jh. | ►

◄ |
970er |
980er |
990er |
1000er
| 1010er | 1020er | 1030er | ►

1000 |
1001 |
1002 |
1003 |
1004 |
1005 |
1006 |
1007 |
1008 |
1009

## Ereignisse
- um 1000: Suizid des Ketzers Leutard.
- um 1000: Baubeginn der Hildesheimer Klosterkirche St. Michael.
- 1002: Heinrich II. wird deutscher König.